# Port Erin
Port Erin (Purt Chiarn en mannois) est une petite ville du sud de l’île de Man. Son nom mannois signifie soit le « port du Seigneur » ou le « port de Fer ». Sa population s'établit en 2001 à 3 369 habitants.
Connue pour ses paysages et sa promenade surélevée par rapport au niveau de la mer, la ville est entourée de collines dont la plus connue, Bradda, a connu un grave incendie en 2003. Au sud, se dresse le Mull Hill, sommet habité depuis la préhistoire. Sur le Bradda, la tour de Milner domine la ville depuis près de 150 ans. Port Erin est une étape du Raad ny Follian, le sentier côtier de l'île de Man. De nombreux randonneurs font de la ville un point de départ pour des excursions.

## Géographie

### Situation

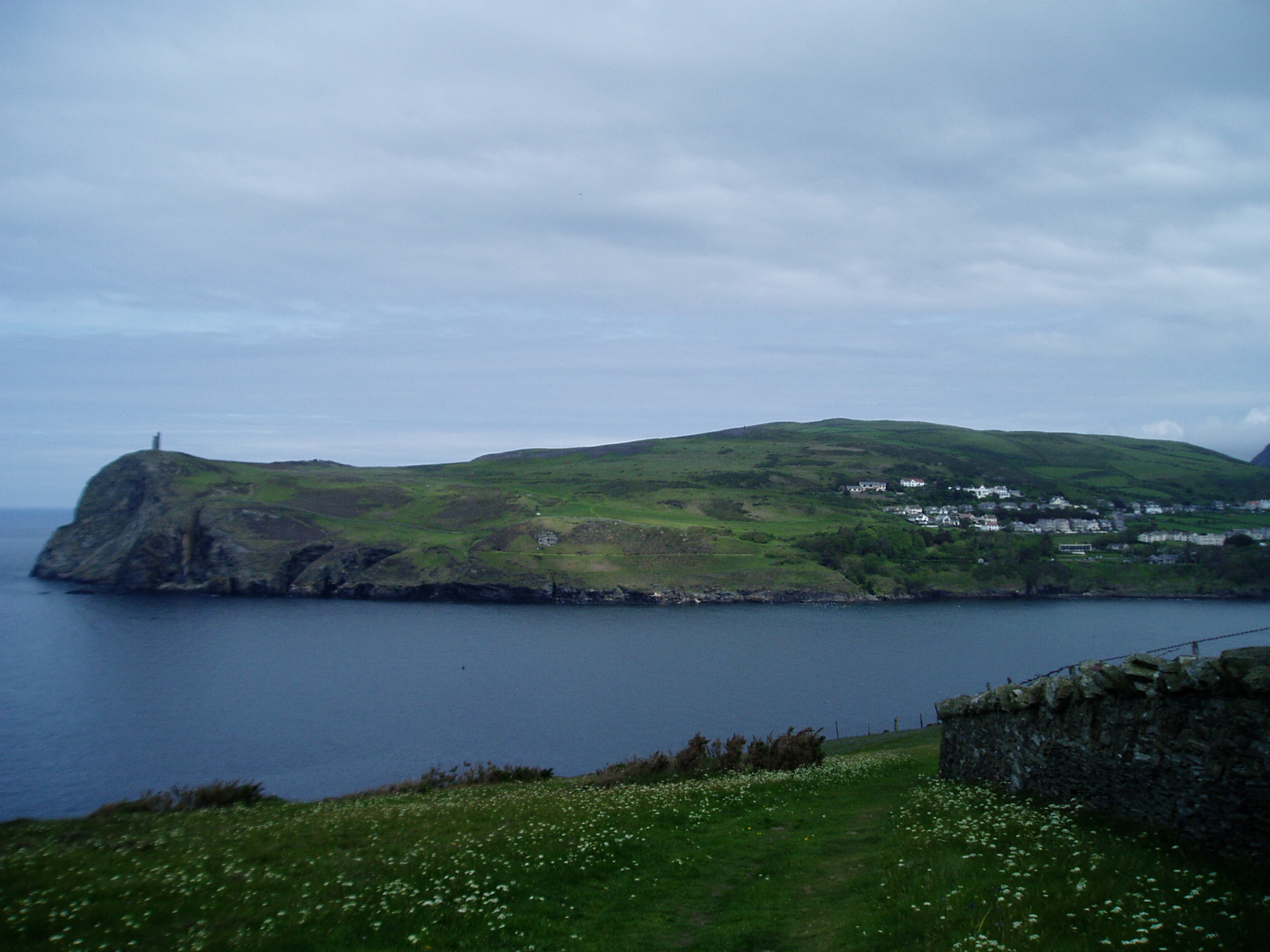
Pointe de Bradda avec la tour de Milner

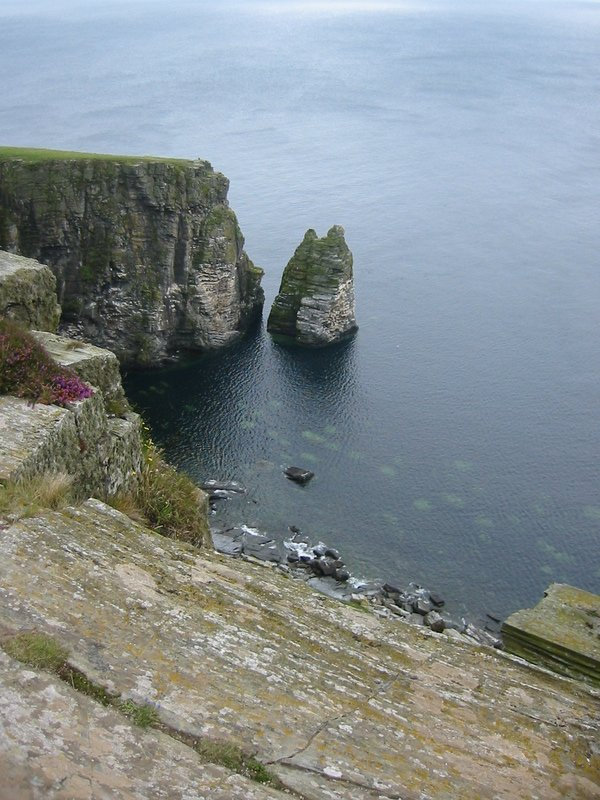
Falaises près de Port Erin.

Port Erin se situe au sud-ouest de l'île de Man, sur la péninsule qui aboutit au Calf of Man. Elle se trouve à l'intérieur d'une baie, dénommée « baie de Port Erin ». Le village s'étend au pied du Bradda, un chaînon de collines qui se jette dans la mer. Au sommet du Bradda se dresse une folie du XIXe siècle, la tour de Milner. Au sud, une autre colline, le Mull Hill, constitue la limite de l'agglomération. C'est nichée entre ces deux sommets que s'est développée l'agglomération de Port Erin. Le long de la promenade s'étire une grande plage de sable, tandis que le reste de la côte, au nord comme au sud, est constitué de falaises abruptes.
Port Erin est quasiment accolée au village de Port Saint Mary, situé de l'autre côté de la péninsule et donnant sur la baie de Port Saint Mary. On peut accéder à Port Erin par la route A36. La route A5, elle, arrive à Port Erin par Ballasalla, et la route A7 par Castletown.

### Relief et géologie
Le sol de Port Erin est constitué de quartzite, particulièrement à la sortie nord, ainsi que de cuivre. Le synclinal mannois, qui traverse l'île de Man du nord-est au sud-ouest, passe exactement sous la ville.

### Faune et flore

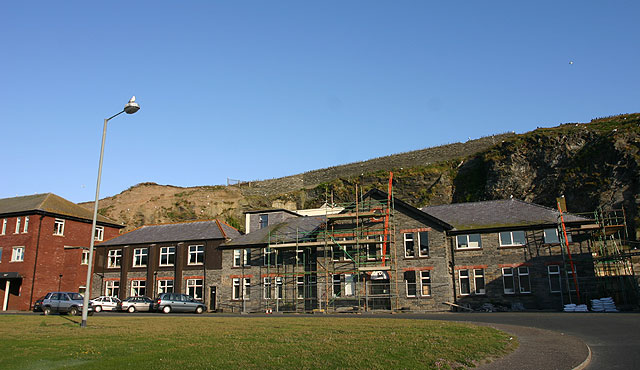
Station biologique marine de Port Erin.

Dans les années 1830, le professeur Edward Forbes fonde à Port Erin un petit laboratoire destiné à étudier la faune de Port Erin et de sa côte. En 1892, un laboratoire plus grand et mieux adapté le remplace. Globalement, les espèces les plus représentatives retrouvées sur place sont des crustacés décapodes, des vers, des mollusques et des zoophytes. L'eau est riche en echinus esculentus, dont l'espèce abonde. Une liste de la faune de Port Erin a été publiée en 1937.

### Urbanisme
La promenade, surélevée par rapport au front de mer, est bordée d'hôtels datant pour la plupart de l'époque victorienne. Un certain nombre d'hôtels ont été reconvertis en appartements en raison du déclin du tourisme.

## Population et société

### Démographie
D'après le recensement de 2001, la population est de 3 369 habitants.

### Éducation

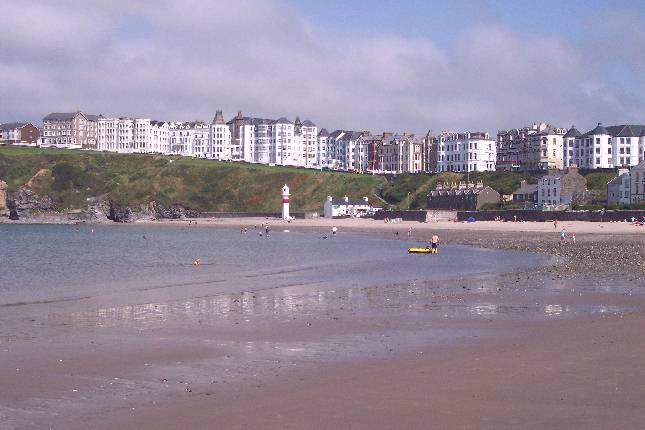
Le front de mer à Port Erin.

Station balnéaire, la ville possède également un port où est logé le département de biologie marine de l'université de Liverpool et les restes d'une digue détruite par une tempête en 1884. Le département de biologie marine a été fermé en 2005 pour une question de financement et l'avenir du bâtiment n'a pas encore été fixé.

## Culture et patrimoine
La ville est célèbre pour ses points de vue, notamment les superbes couchers de soleil sur la baie de Port Erin ou la pointe de Bradda et les fréquents aperçus des montagnes de Mourne, sur la côte irlandaise voisine.
La ville possède également un centre culturel qui héberge le plus grand concours international de viole du monde et plus de deux cents activités chaque année, un musée du chemin de fer, relié à la gare de Port Erin, terminus ouest de la ligne qui dessert l'île.

## Personnalités liées à Port Erin
- Nigel Mansell